# Laplacien discret
En mathématiques, le laplacien discret est une analogie du laplacien continu adaptée au cas de problèmes discret (graphes, par exemple). Il est notamment employé en analyse numérique, par exemple dans le cadre de la résolution de l'équation de la chaleur par la méthode des différences finies, ou en traitement d'images pour la détection de contours. 

## Définition en dimension 2
Soit une fonction réelle {\displaystyle f} de deux variables réelles et {\displaystyle x} et {\displaystyle y}. On définit le laplacien discret de {\displaystyle f} comme la somme des dérivées secondes discrètes selon {\displaystyle x} et selon {\displaystyle y}, soit : 
{\textstyle {\begin{aligned}\Delta _{\text{discret}}f&={\frac {f(x+h,y)+f(x-h,y)-2f(x,y)}{h^{2}}}+{\frac {f(x,y+h)+f(x,y-h)-2f(x,y)}{h^{2}}}\\&={\frac {f(x+h,y)+f(x-h,y)+f(x,y+h)+f(x,y-h)-4f(x,y)}{h^{2}}}\end{aligned}}}
L'exemple précédent est décrit dans une grille régulière cartésienne de dimension {\displaystyle d=2} (plan). En chaque point, le calcul du laplacien discret requiert 5 évaluations de {\displaystyle f}. Plus généralement, l'évaluation du laplacien discret en dimension {\displaystyle d} nécessite {\displaystyle 2d+1} évaluations de {\displaystyle f} par point.

L'évaluation du laplacien discret peut être rendu moins coûteux en choisissant un autre maillage du plan. En dimension 2, l'utilisation d'un maillage triangulaire régulier permet de réduire le voisinage de chaque nœud à 3, contre 4 dans le cas de la grille régulière. De façon similaire, en dimension 3, le tétraèdre régulier nécessite moins de calculs que le cube (ou l'icosaèdre).
D'une manière générale, les mathématiciens en analyse numérique optimisent ce qu'on appelle le maillage des points sur lesquels ils doivent opérer les calculs : cela fait gagner énormément de temps. Dans le cas d'un problème météorologique par exemple, il ne serait guère utile de requérir 24 heures pour pouvoir prévoir le temps sur 24 heures.